# Ortona dei Marsi
Ortona dei Marsi är en ort och kommun i provinsen L'Aquila i regionen Abruzzo i Italien. Kommunen har 383 invånare (mars 2024).